# Лушненко Олексій Петрович
Олексій Петрович Лушненко (1888 — † до 1936) — український військовий діяч, підполковник Армії УНР.
Народився на Чернігівщині. Закінчив військове училище (1908), вийшов підпоручиком до 73-го піхотного Кримського полку (Могилів-Подільський). Закінчив два курси Імператорської Миколаївської військової академії (1914). 29 серпня 1914 р. у складі 119-го піхотного Коломенського полку потрапив у німецький полон. Останнє звання у російській армії — поручик.
15 жовтня 1918 р. повернувся з полону в Україну. З грудня 1918 р. — інспектор класів Інструкторської школи старшин, у складі якої 17 травня 1919 р. у Луцьку потрапив у польський полон. З 16 вересня 1919 р. — у розпорядженні штабу Дієвої армії УНР. Станом на 20 жовтня 1919 р. — інспектор класів Камянецької спільної юнацької школи. Станом на 4 серпня 1920 р. — начальник управління навчання військ Генерального штабу УНР.
З жовтня 1920 року — начальник штабу 4-ї Київської стрілецької дивізії Армії УНР. З 27 жовтня 1921 року — начальник штабу Київської повстаньчої дивізії Волинської групи, у складі якої брав участь у Другому Зимовому поході 4-19 листопада 1921 р. За задумами Юрія Тютюнника відділ Лушненка після вдалого завершення походу мав перетворитися на департамент жандармерії України.
У спогадах інколи помилково стверджується, що О. Лушненко потрапив тоді у полон до червоних. Однак це заперечує той факт, що у грудні 1921 р. за його підписом у часописі «Українська Трибуна», Ч. 196, була опублікована стаття про перебіг Другого Зимового походу, що звалася «Смерть героїв (3 повстання на Україні)».
Згодом мешкав на еміграції у Торуні. Помер до 1936 р.

## Праці
- стаття «Смерть героїв (3 повстання на Україні)». грудень 1921 р.